# Kotu (Fluss)
Der Kotu (Schreibvariante: Koto), auch selten Sandu, ist ein kleiner Küstenfluss im westafrikanischen Staat Gambia. Der Kotu Point, ein kleines Kap südlich der Mündung, und den Kotu Beach, nördlich der Mündung beziehen sich auf dieses Gewässer. Weiter ist das Areal als gleichnamiger Ortsteil Kotu bekannt. Am Kotu Beach befinden sich einige Hotels.

## Geographie
Der Kotu entspringt in der West Coast Region, in der Nähe von Sukuta und Serekunda, der größten Stadt Gambias. Von dort fließt auf  einer Länge von 6,5 Kilometern erst in nördlicher Richtung, bis er westwärts, südlich von Fajara mit einer Breite von ungefähr 60 Metern in den Atlantischen Ozean mündet.
Der Kotu hat jedoch nur während der Regenzeit seine volle Länge. In der Trockenzeit ist das Flussbett westlich von Serekunda ausgetrocknet.

## Natur und Tourismus
Zahlreiche Vögel sind in dem naturbelassenen Areal der Mündung zu finden. Da der Fluss inmitten des gleichnamigen Hotelressorts mündet, haben Touristen hier die Gelegenheit, die Vogelwelt innerhalb eines kleinen Mangrovenwaldes zu erleben, ohne tief ins Landesinnere zu fahren.